# Джемініано Джакомеллі
Джеміні'ано Джаком'еллі (італ. Geminiano Giacomelli) або Якомеллі (італ. Jacomelli) (28 травня 1692, Колорно — 25 січня 1740, Лорето) — італійський бароковий композитор. Був одним з найпопулярніших оперних композиторів свого часу.
Найвідоміший твір — опера «Цезар у Єгипті» (Cesare in Egitto) 1735.
Між 1724 та 1740 роками створив 19 опер. Був дуже шанований сучасниками

## Біографія
Джемініано Джакомеллі народився у Колорно, поблизу Парми 28 травня 1692 року в сім'ї Джузеппе та Марії Тей. Замолоду навчався співу, контрапункту та грі на клавесині у Джованні Марії Капеллі, органіста і композитора при дворі Фарнезе та капельмейстера Пармського собору. Рано переїхав до П'яченци де посів місце капельмейстера герцогської парафіяльної церкви Сан Фермо.
8 лютого 1718 року оженився з Франческою Маркі, з якою мав дев'ятеро дітей.
З 1 березня 1719 року до лютого 1727 року був капельмейстером при дворі Фарнезе у Пармі та одночасно (27 березня 1719) обійняв аналогічну посаду в церкві Мадонна делла Стекката.
У 1724 році написав свою першу оперу «Ipermestra». Деякі біографи зазначають, що внаслідок успіху опери, герцог Парми Франческо Фарнезе своїм коштом послав Джакомеллі до Неаполя вчитися у Алессандро Скарлатті.
3 січня 1727 року за вимогою герцога Франческо Фарнезе композитор переїхав до П'яченци, де був призначений довічним капельмейстером церкви Сан Джованні з річною грошовою допомогою у 2000 п'яченцьких лір. Маючи привілей відлучатися з місця служби за своїм бажанням при умові, що він забезпечить на час своєї відсутності заступника та необхідну кількість творів, Джакомеллі продовжував інтенсивно працювати у головних театрах Італії, не занехаюючи також службу при дворі: так у 1728 році він написав оперу «Scipione in Cartaginenuova» (Фругоні, Парма, герцогський театр; відновлення — весна 1730 року в П'яченці для урочистого в'їзду герцогині Енрікетти Марії д'Есте), а у наступному році «Lucio Papiriodittatore» (Парма, герцогський театр, весна 1729 року) з нагоди візиту Рінальдо д'Есте герцога моденського.
Після ліквідації капели Сан Джованні у 1732 році у зв'язку з браком коштів, Джакомеллі повернувся до Парми на подвійне місце капельмейстера герцогського двору та Стеккати, де перебував до 1737 року. Згідно з Фетисом, він направився до Відня, де знаходився декілька років на службі у імператора Карла VI; допевне був у Граці, де у 1737 році був директором спектаклів та керував постановками «Цезаря у Єгипті».
22 серпня 1738 року був призначений капельмейстером базиліки Санта Каза у Лорето, заступивши Томмазо Реді, де й залишався до смерті, що сталася 25 січня 1740 року.

## Музика та стиль
Джакомеллі зажив широкої популярності по всій Італії завдяки видатному театральному чуттю поєднаному з простою та традиційною музичною мовою. Він жив у період найбільшого розвитку віртуозності бельканто і контактував з виконавцями міжнародного рівня. У ті часи успіх опери залежав переважно від майстерності співаків, і Джакомеллі умів задовольняти вимоги зірок, пишучі арії під їх вокальні можливості. Він створював музику у манері, що виявляла найкращі сторони таланту співака (від легкості арій для Фаустіни Бордоні до патетичності для Франческо Бернарді або сентиментальності та віртуозності для Фарінеллі); негайно входив у резонанс зі смаками публіки, легко досягав її прихильності і завжди мав великий успіх як композитор.
Чарлз Берні, у огляді авторів, що репрезентували Венецію у 1724 році, відмічає живу творчу уяву Джакомеллі, і передусім його особливу манеру поводитися з руладами, яка немало вплинула на подальший музичний смак. Його мелодія загалом легка та довільна, надзвичайно наспівна, оздоблена вокалізами та колоратурами відповідно до тогочасної практики; гармонія — помірна, забарвлена різноманітністю модуляцій, що пожвавлюють динаміку твору. Через такі властивості музики Джакомеллі його арії мали велику популярність і Багато з них включалися до італійських та іноземних пастичо XVIII століття.
Опера «Merope», написана композитором у 1734 році, являє собою яскравий зразок його музичного стилю:
- увертюра тричастинна allegro-andante-allegro;
- акомпановані речитативи використовуються мало, вони прості й насичені експресією;
- арії наспівні та патетичні, переважно у формі da capo, з першою частиною багато оздобленою вокалізами та з більш локанічною другою;
- інструментування: струнний квартет з basso continuo, до якого, в урочисті моменти, додаються валторни та мисливські труби.

Драматургічне цікаві зусилля Джакомеллі передати психологічні риси персонажа.

## Твори

### Опери
- Ipermestra (Венеція, 1724)
- Scipione in Cartagine (Сципіон у Карфагені) (Венеція, 1728)
- Zidiana (Мілан, 1728)
- Astianatte  (Астианакт) (Алессандрія, 1729)
- Gianguir (Венеція, 1729)
- Lucio Papirio dittatore (Диктатор Люцій Папірій) (Парма, 1729)
- Scipione in Cartagine nuova (П'яченца, 1730)
- Semiramide riconosciuta (Мілан, 1730)
- Annibale (Ганібал) (Рим, 1731)
- Epaminonda (Венеція, 1732)
- Rosbale (Рим, 1732)
- Alessandro Severo (Александр Север), (П'яченца, 1732)
- Adriano in Siria (Адріан в Сирії) (Венеція, 1733)
- Il Tigrane (П'яченца, 1733)
- La caccia in Etolia (Полювання в Етолії) (Відень, 1733)
- La Merope (Венеція, 1734)
- Artaserse (Артаксеркс) (Громадський Театр Пізи, 1734)
- Cesare in Egitto (Цезар в Єгипті) (Мілан, 1735)
- Nitocri, regina d'Egitto (Нітокрі, королева Єгипту) (Рим, 1736)
- Catone in Utica (Катон в Утиці) (Міланський Герцогський Театр, 1736)
- Arsace (Прато, 1736)
- Demetrio (Туринський Королівський Театр, 1736)
- La costanza vincitrice in amore (Вірність переможниця в коханні) (музична пастораль — Парма, 1738)
- Achille in Aulide (Ахіл в Авліді) (Римський Театр Арджентіна 1739)

### Пастичо
- Lucio Papirio dittatore (Диктатор Люцій Папірій) (з музикою Джакомеллі та Генделя) (Лондонський Королівський Театр (King's Theatre), 1732)
- Circe (Гамбурзкий Theather am Gänsemarkt, 1734)

### Сакральна музика
- Ораторії, Генуя, 1739
  - La conversione di s. Margherita da Cortona
  - S. Giuliana dei Falconieri
- Багатоголосна меса (Kyrie)
- Мотети для чоловічих голосів
  - Egredimini
  - Domine
  - Gloria sicut erat
- Мотет Domine noster, на три голоси
- Псалом VIII, для двох тенорів та баса
  - Літанії для трьох голосів та Літанії для трьох голосів та органа
- Мотет Quam admirabile, для двох тенорів та баса

Авторство Джакомеллі щодо Магніфікату на чотири голоси з органом фа мажор (Magnificat a 4 voci con organo in fa maggiore) виключається Джованні Тебальдіні, він приписує його Франческо Дуранте.

### Деякі окремі твори
- Кантати та арії у La muse lyrique italienne avec des paroles françoises, Париж, 1773
- Арії (F. Häbock, Die Gesangskunst der Kastraten, Відень, 1923)
  - Se non ti moro a lato
  - Amor dover rispetto
  - Mancare Dio mi sento
  - Quell'usignolo che innamorato